# Electropoëzie
Electropoëzie is een Nederlandse band, bestaande uit Wouter Zwarteveen met de bijnaam Hans Hoeverloo (zanger en liedschrijver) en Harmen Ridderbos met de bijnaam De Ridderbaas (producer).

## Geschiedenis
Electropoëzie werd in 2009 opgericht en bracht in 2010 het album Electrotechniek uit. Ze maken poëzie dat wordt opgedragen op beats uit de electropop. In 2011 richtte Ridderbos met zijn vriendin de band Town of Saints op en hield de band ermee op.
In 2017 kwamen de heren weer bij elkaar en brachten ze het album Voor de moord uit. Ze starten in dat jaar hun podcast De Eindtijd, dat van 2017 tot 2020 liep, en waren onderdeel van Popronde van dat jaar. Ze stonden in 2018 voor de eerste keer op ESNS. In dat jaar kwamen de ook met het album Grijs, opgevolgd door Grijs II in 2019. In 2020 werd Grijs III uitgebracht. In 2023 stonden ze opnieuw op ESNS en kwamen ze in april van dat jaar met het zesde album Rozenwater.